# Hypharpax antarcticus
Hypharpax antarcticus – gatunek chrząszcza z rodziny biegaczowatych i podrodziny Harpalinae.

## Taksonomia
Gatunek opisany został w 1867 roku przez Francis de Laporte de Castelnau jako Harpalus antarcticus.

## Opis
Ciało długości od 4,5 do 5,5 mm, nieco wypukłe, zielone lub lśniąco czarne z nasadą czułków i ⅔ goleni jaśniejszymi, trochę z miedzianym lub zielono-złotym połyskiem, ogólnie gładkie i bezwłose, o mikrorzeźbie umiarkowanie poprzecznej. Głowa na wysokości oczu węższa od wierzchołka przedplecza, z przodu płaska, a z tyłu nieco wypukła. Głaszczki nieścięte wierzchołkowo. Przedostatni człon głaszczków wargowych o 2 długich i 2-3 krótkich szczecinkach. Przedplecze silnie poprzeczne, prawie wielokątne, o bokach umiarkowanie wypukłych, niezafalowanych, zbiegających się ku prostej tak szerokiej jak nasada pokryw podstawie. Przednie kąty słabo rozwinięte, zaokrąglone, a tylne dobrze rozwinięte, tępe. Dołki przypodstawowe płytkie i szerokie. Punktowanie przedplecza silnie rozwinięte. Episternity zatułowia dłuższe niż szerokie. Pokrywy najszersze około połowy długości, około 2,3 raza dłuższe niż szerokie, o ramionach kanciastych i pozbawionych ząbka, przedwierzchołkowym zafalowaniu słabym i międzyrzędach płaskich i niepunktowanych. Edeagus w widoku bocznym o wierzchołku spuchniętym, guzikowatym, a w widoku grzbietowym o ostium silnie zgiętym w prawo.

## Biologia i ekologia
Gatunek nizinny, górski, subalpejski i alpejski. Bytuje na łąkach, pastwiskach, polach uprawnych i brzegach rzek, gdzie przebywa na ziemi i na roślinach. Aktywny całorocznie, głównie za dnia, szczególnie w czasie słonecznym. Gdy pochmurno chowa się pod kamieniami. Makropteryczny.

## Rozprzestrzenienie
Gatunek ten jest endemitem Nowej Zelandii, gdzie występuje na Wyspie Południowej i Wyspach Chatham.